# 拉佩里耶尔 (奥恩省)
拉佩里耶尔（法語：La Perrière，法語發音：[la pɛʁjɛʁ] ⓘ）是法国奥恩省的一个旧市镇，属于莫尔塔涅欧佩什区。2017年，拉佩里耶尔与临近的5个市镇合并为新市镇佩尔什地区贝尔福雷。

## 地理
拉佩里耶尔（48°23'22"N, 0°26'32"E）面积16.16 平方千米，位于法国诺曼底大区奧恩省，该省份为法国西北部内陆省份，北起顺时针与卡爾瓦多斯省、厄尔省、厄尔-卢瓦省、萨尔特省、马耶讷省和芒什省接壤。
与拉佩里耶尔接壤的市镇（或旧市镇、城区）包括：奥里尼勒比坦、贝拉维利耶、舍米伊、勒盖德拉谢讷、蒙戈德里、佩旺谢尔、圣茹安德布拉武、叙雷。

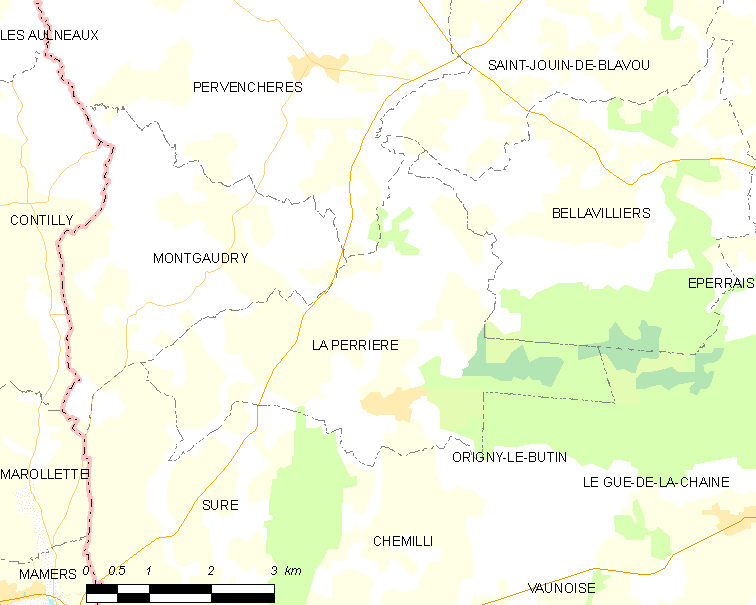
的OSM定位图

拉佩里耶尔的时区为UTC+01:00、UTC+02:00（夏令时）。

## 行政
拉佩里耶尔的邮政编码为61360，INSEE市镇编码为61325。

## 政治
拉佩里耶尔所属的省级选区为瑟通县。

## 人口

1962-2008年间人口变化图示

拉佩里耶尔于2018年1月1日时的人口数量为232人。